# John F. Warren
Pour les articles homonymes, voir Warren.
John F. Warren est un directeur de la photographie américain (membre de l'ASC), né le 1er mai 1909 à New York (État de New York), mort le 8 août 2000 à Camarillo (Californie).

## Biographie
Au cinéma, John F. Warren débute comme premier assistant opérateur ou cadreur sur dix-sept films américains sortis de 1939 à 1950, dont Le Retour de Frank James de Fritz Lang (1940, premier assistant opérateur) et Samson et Dalila de Cecil B. DeMille (1949, cadreur).
Puis il est chef opérateur de vingt autres films américains, le premier étant Une fille de la province de George Seaton (avec Bing Crosby et Grace Kelly), sorti en 1954 — qui lui vaut son unique nomination à l'Oscar de la meilleure photographie —. Suivent notamment À l'heure zéro d'Hall Bartlett (1957, avec Dana Andrews et Linda Darnell), La Créature des ténèbres d'Harvey Hart (1965, avec Leslie Nielsen et Judi Meredith) et Le Rideau déchiré d'Alfred Hitchcock (1966, avec Paul Newman et Julie Andrews). Son dernier film à ce poste sort en 1969.
Mais il est surtout directeur de la photographie à la télévision entre 1958 et 1972 (année où il se retire), sur trois téléfilms et trente-trois séries, dont Alfred Hitchcock présente (quarante-huit épisodes, 1957-1962), Échec et mat (trente-et-un épisodes, 1960-1962) et Suspicion (trente-trois épisodes, 1963-1965).

## Filmographie partielle

### Cinéma
Premier assistant opérateur
- 1939 : Stanley et Livingstone (Stanley and Livingstone) d'Henry King et Otto Brower
- 1940 : Rebecca d'Alfred Hitchcock
- 1940 : Le Retour de Frank James (The Return of Frank James) de Fritz Lang
- 1945 : La Maison du docteur Edwardes (Spellbound) d'Alfred Hitchcock

Cadreur
- 1941 : Illusions perdues (That Uncertain Feeling) d'Ernst Lubitsch
- 1944 : L'aventure vient de la mer (Frenchman's Creek) de Mitchell Leisen
- 1948 : Ce bon vieux Sam (Good Sam) de Leo McCarey
- 1948 : Le Fils du pendu (Moonrise) de Frank Borzage
- 1948 : L'Enfer de la corruption (Force of Evil) d'Abraham Polonsky
- 1949 : Samson et Dalila (Samson and Delilah) de Cecil B. DeMille
- 1950 : La Femme à l'écharpe pailletée (The File of Thelma Jordan) de Robert Siodmak
- 1950 : Maman est à la page (Let's Dance) de Norman Z. McLeod

Directeur de la photographie

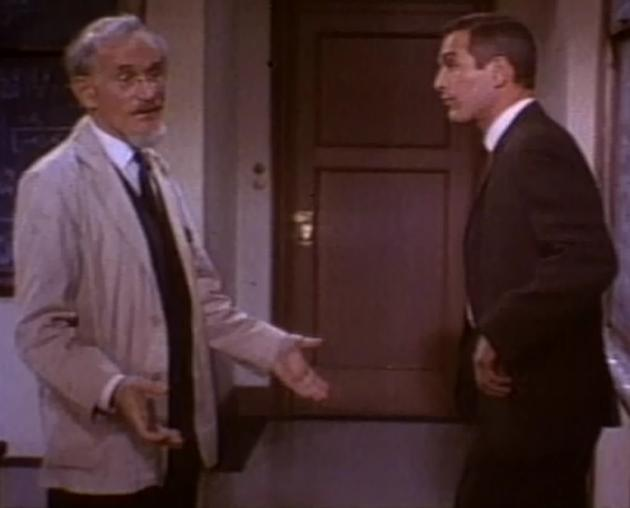
Le Rideau déchiré (1966) :
Ludwig Donath et Paul Newman

- 1954 : Une fille de la province (The Country Girl) de George Seaton
- 1955 : Mes sept petits chenapans (The Seven Little Foys) de Melville Shavelson
- 1956 : Quadrille d'amour (Anything Goes) de Robert Lewis (en)
- 1956 : The Search for Bridey Murphy (en) de Noel Langley
- 1956 : Les Dix Commandements (The Ten Commandments) de Cecil B. DeMille (prises de vues additionnelles)
- 1956 : Un magnifique salaud (The Proud and Profane) de George Seaton
- 1957 : L'Ingrate Cité (en) (Beau James) de Melville Shavelson
- 1957 : À l'heure zéro (Zero Hour!) d'Hall Bartlett
- 1957 : La Fille du Docteur Jekyll (Daughter of Dr. Jekyll) d'Edgar G. Ulmer
- 1958 : Le Colosse de New York (The Colossus of New York) d'Eugène Lourié
- 1959 : The Cosmic Man de Herbert S. Greene
- 1965 : La Créature des ténèbres (Dark Intruder) d'Harvey Hart
- 1966 : Le Rideau déchiré (Torn Curtain) d'Alfred Hitchcock

### Télévision
(directeur de la photographie)
Séries
- 1957-1962 : Alfred Hitchcock présente (Alfred Hitchcock Presents)
  - Saisons 2 à 7, 48 épisodes
- 1959 : Mike Hammer (Mickey Spillane's Mike Hammer), première série
  - Saison 2, épisode 11 Coney Island Baby, épisode 13 Park the Body, épisode 15 When I Am Dead, My Darling... de Boris Sagal, épisode 16 Swing Low, Sweet Harriet, et épisode 36 A Mugging Evening de William Witney
- 1959 : Johnny Staccato
  - Saison unique, épisode 4 La Boutique des quatre vents (The Shop of the Four Winds) de Boris Sagal, épisode 5 Nuit d'angoisse (Nature of the Night) de Boris Sagal, et épisode 27 Un saxo sous influence (The Wild Reed) de Boris Sagal
- 1959-1964 : La Grande Caravane (Wagon Train)
  - Saison 2, épisode 24 The Conchita Vasquez Story (1959) de Jerry Hopper et Aaron Spelling
  - Saison 6, épisode 34 Alias Bill Hawks (1963) de Jerry Hopper
  - Saison 7, épisode 23 The Pearlie Garnet Story (1964) d'Herschel Daugherty, et épisode 24 The Trace McCloud Story (1964) de Virgil W. Vogel
- 1960 : Laramie
  - Saison 2 épisode 3 Three Rode West de Lesley Selander
- 1960-1962 : Échec et mat (Checkmate)
  - Saisons 1 et 2, 31 épisodes
- 1963 : Sur le pont, la marine ! (McHale's Navy)
  - Saisons 1 et 2, 9 épisodes
- 1963-1965 : Suspicion (The Alfred Hitchcock Hour)
  - Saisons 1 à 3, 33 épisodes
- 1964 : Le Virginien (The Virginian)
  - Saison 2, épisode 26 The Secret of Brynmar Hall de Robert Totten
- 1965 : Match contre la vie (Run for Your Life)
  - Saison 1, épisode 2 The Girl Next Door is a Spy de Leslie H. Martinson
- 1967 : L'Homme de fer (Ironside)
  - Saison 1, épisode 1 (pilote) L'Homme de fer (Ironside) de James Goldstone et épisode 11 Mystère à l'exposition (The Monster of Comus Towers) de Don Weis
- 1970 : Le Monde merveilleux de Disney (The Wonderful World of Disney ou Disneyland)
  - Saison 17, épisodes 4 et 5 The Wacky Zoo of Morgan City, Parts I & II de Marvin J. Chomsky

Téléfilms
- 1966 : Fame Is the Name of the Game de Stuart Rosenberg
- 1968 : The Smugglers de Norman Lloyd
- 1972 : The Great Man's Whiskers de Philip Leacock

## Distinction
- 1955 : Nomination à l'Oscar de la meilleure photographie, catégorie noir et blanc, pour Une fille de la province.